# Упух улен-улен
Упух улен-улен (индон. Upuh Ulen-Ulen), тж. кераванг гайо (индон. Kerawang Gayo) — традиционная ткань у народа гайо в Аче (Индонезия).

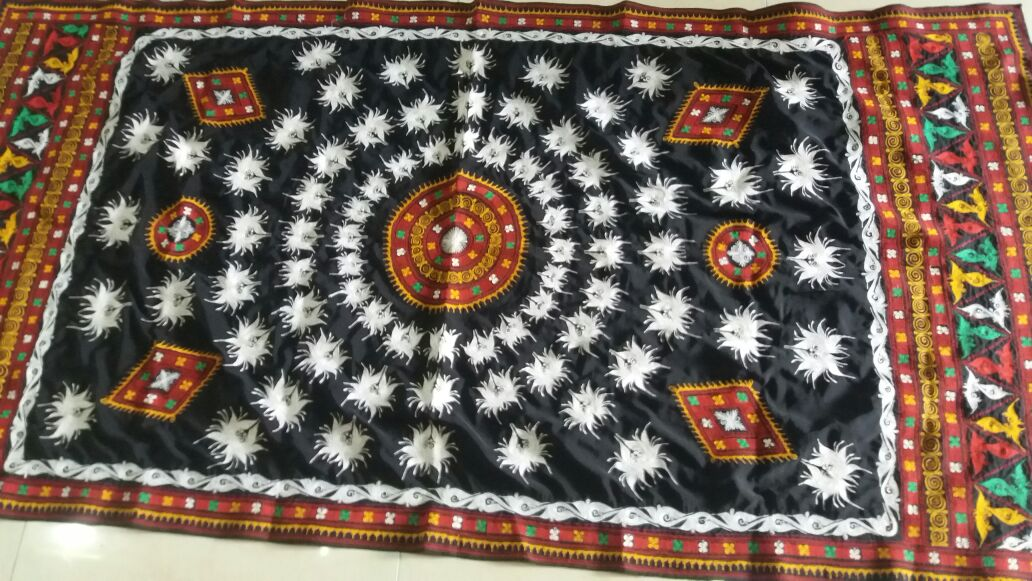
Упух улен-улен. Из коллекции индонезийской поэтессы Декнонг Кемалавати. (Банда-Ачех)

Фон чёрный под цвет земли. В соответствии с пословицей гайо: человек создан Богом из земли, живёт на земле и возвращается после смерти в землю. В центре белый круг, символизирующий полную луну: если на тёмном небе есть луч света, нужно смотреть на него, а не на окружающую его тьму.
Среди других мотивов забор (jang) — всё на свете имеет допустимый предел, за который не следует выходить; ростки бамбука (tuwis) — символ стойкости, долголетия, счастья; вереница облаков (enum beriring) — аллегория жизненного пути, геометрические фигуры и др.
Ткань набрасывают на молодых во время церемонии бракосочетания, а также на плечи почётных гостей. 6 апреля 2018 г. ачехский поэт Ара вручил в государственном дворце в Джакарте упух улен-улен президенту Индонезии Джоко Видодо. Эту ткань Лесик Кати Ара воспел в одном из своих стихотворений «Нити»:
Нити

Пусть нити упух улен-улен

Гуляют по безбрежному небу. 

Там, где спокойно и тихо. 

Пусть нити упух улен-улен

Ощутят тяжесть облаков

До того, как они прольются дождём на землю. 

Нити упух улен-улен

Непрерывно

плетут нашу жизнь

До того, как потускнеет свет. 

07.03.16

(Перевод Виктора Погадаева) 